# Gotthold Nestler
Gotthold Nestler (* 13. August 1887 in Frankenberg, Königreich Sachsen; † 9. April 1957 in Düsseldorf) war ein deutscher Architekt.

## Leben
Nestler, Sohn des Frankenberger Architekten und Stadtrats Robert Nestler, besuchte die Realschule seiner Vaterstadt. Wohl durch den Architekten Wilhelm Kreis, unter dem er vermutlich an der Kunstgewerbeschule Dresden Raumkunst studiert hatte, kam er nach Düsseldorf. Dort war er als Lehrer der Kunstgewerbeschule Düsseldorf und als freischaffender Architekt tätig. In einer am Neoklassizismus orientierten Formensprache entwarf er Denkmäler, Ausstellungs-, Wohn- und Bürogebäude. In den 1940er Jahren erhielt er Aufträge des Preußischen Finanzministeriums. Nestler war Mitglied des Bundes Deutscher Architekten.

## Bauten und Entwürfe (Auswahl)

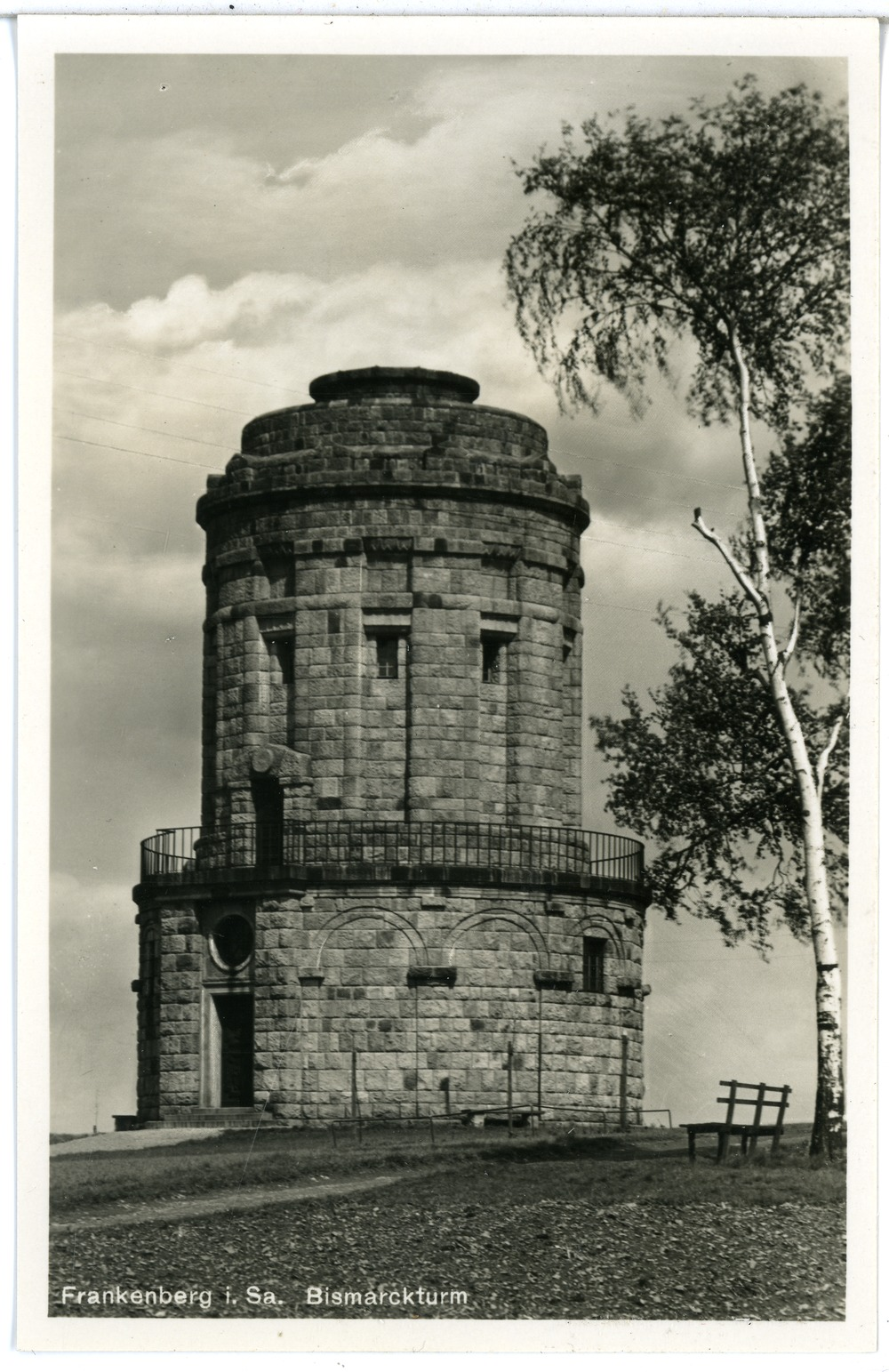
Bismarckturm in Frankenberg (Sachsen), historische Postkartenansicht des Turms, den Nestler nach dem Vorbild des Theoderich-Mausoleums in Ravenna entwarf

- 1909: Zierbrunnen, Kalker Hauptstraße, Kalk[7]
- 1911–1913: Industriebrunnen, Düsseldorf (mit dem Bildhauer Friedrich Coubillier)
- 1914–1915: Bismarckturm, Frankenberg/Sachsen (1968 gesprengt)
- 1922: Haus Ludenberg, Düsseldorf[8]
- 1924: Villa Niederrheinstraße 308, Düsseldorf
- 1925: diverse Bauten auf der GeSoLei, Düsseldorf[9]
- 1929: Regimentsdenkmal 1914–1918 des 2. Westfälischen Husaren-Regiments Nr. 11 in Krefeld (mit dem Bildhauer Walther Wolff)
- 1938: Entwurf des Verwaltungsgebäudes der Agfa, Pariser Platz/Unter den Linden, Berlin[10][11]
- 1941: Entwurf einer Städtischen Kunsthalle an der Nord-Süd-Achse, Berlin[12]